# 只見站
只見站（日语：／ Tadami eki */?）是位於福島縣南會津郡只見町大字只見字上之原1827號，東日本旅客鐵道（JR東日本）的只見線車站。
在2013年3月16日時間表修正起，鄰站田子倉站（臨時車站）廢止，使此站成為東北地方最西邊車站。

## 歷史

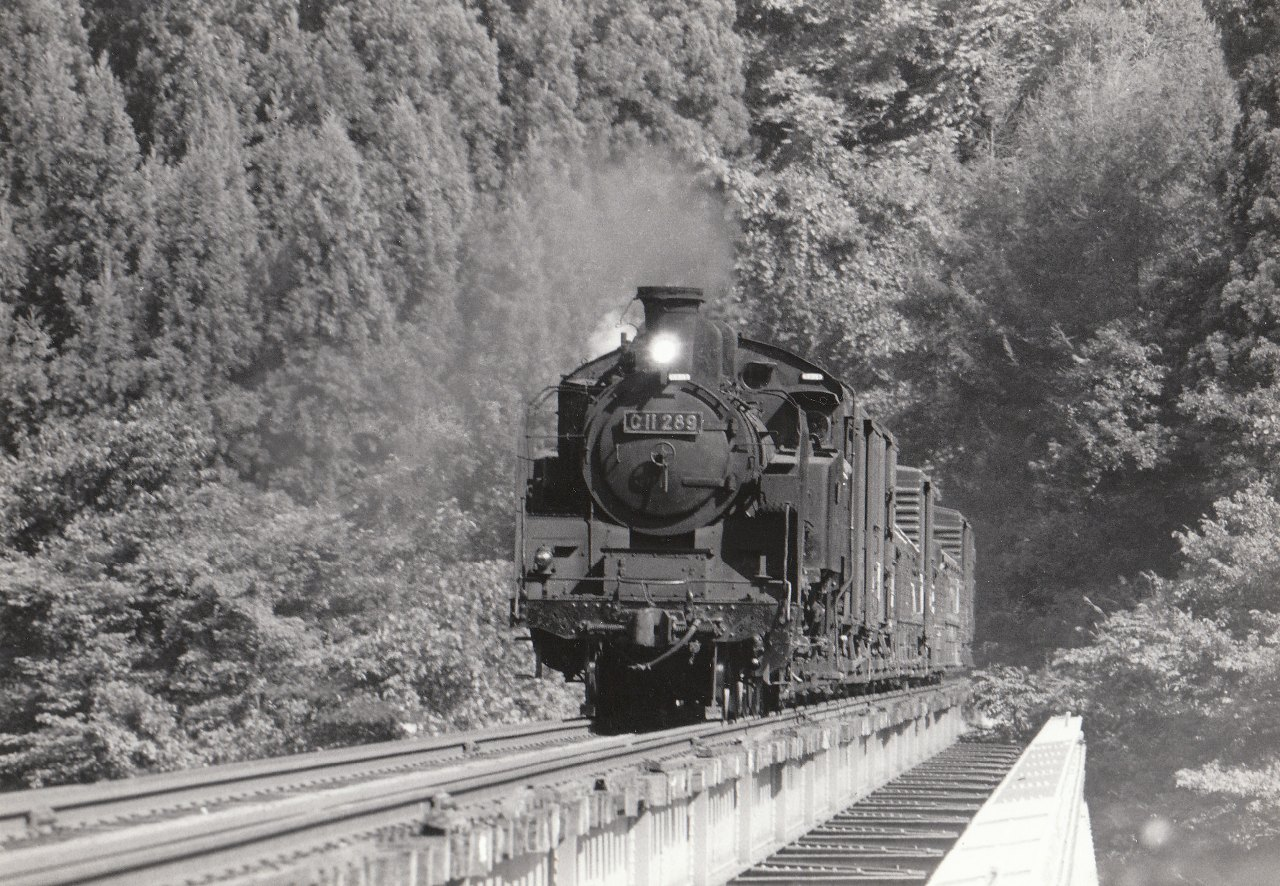
在只見站上行走的貨運列車，由日本國鐵C11形蒸氣機車牽引（1973年11月）

- 1957年（昭和32年）12月：電源開發開設專用鐵道（日语：専用鉄道）開業。
- 1961年（昭和36年）12月：電源開發專用鐵道結束貨物運輸。
- 1963年（昭和38年）8月20日：專用鐵道變為只見線路軌，此站啟用，為一般車站。
- 1971年（昭和46年）8月29日：此站至大白川之間開通，只見線全線開通。
- 1982年（昭和57年）8月1日：結束貨物起卸業務。
- 1984年（昭和59年）2月1日：結束行李起卸業務。
- 1987年（昭和62年）4月1日：伴隨國鐵分割民營化，車站由東日本旅客鐵道（JR東日本）營運。
- 2008年（平成20年）9月26日：大白川一方的閉塞方式改為特殊自動閉塞。
- 2011年（平成23年）
  - 7月30日：發生新潟·福島暴雨（日语：平成23年7月新潟・福島豪雨）使車站暫停營業。
  - 11月1日：會津川口至此站之間開設代行巴士[1]
- 2012年（平成24年）10月1日：此站至大白川站之間重開[2]。
- 2019年（令和元年）6月1日：管理車站由會津坂下站改為會津若松站。
- 2022年（令和4年）10月1日：此站至会津川口站之間重開。

## 車站構造
此站是地面車站，設有1面2線的島式月台和側線。車站大樓是一座混凝土建築物，大樓內設有維護路軌部門辦公室。月台由鋼架和混凝土組成，車站大樓與月台之間設有站內通道，全長60米。在大雪時期，通路兩旁會堆起雪堆。
此站是由會津若松站管理的直營車站（設有助理站長當值）。此站沒有綠色窗口和自動售票機。此站設有POS終端。發售指定席車票時，會使用費用專用補充票發行。車站大樓內的候車室設有售票櫃臺。
車站大樓矢靠近大白川一方的路軌東邊設有手動轉車盤。在夏季營運的觀光列車「SL會津只見號」中，蒸氣機車會使用該轉車盤改變行駛方向。在只見線昭和40年代後期前，C11形蒸氣機車會負責牽引貨運列車，當時也使用此轉車盤。
在發生雨災前，此站設有夜間停泊列車。當大白川站至此站之間重開時，首班次和尾班次會以大白川站作為起終點站，因此沒有列車夜間停泊。

### 只見町觀光城市規劃協會
在2008年（平成20年）2月10日，大樓內的翻新工程竣工。於候車室內設有只見町資訊中心（只見町觀光城市規劃協會）。該處可購買土產，在夏天時設有租車服務。

### 月台
| 月台         | 路線    | 上下行 | 方向                   |
| ------------ | ------- | ------ | ---------------------- |
| 車站大樓一方 | ■只見線 | 上行   | 會津川口、會津若松方向 |
| 車站大樓對面 | ■只見線 | 下行   | 小出方向               |

- 「SL會津只見號」在此站折返時，列車進入上行月台後，蒸氣機車會前往轉車盤把行駛方向掉轉。同時，前往小出方向的接駁列車會使用下行月台折返。

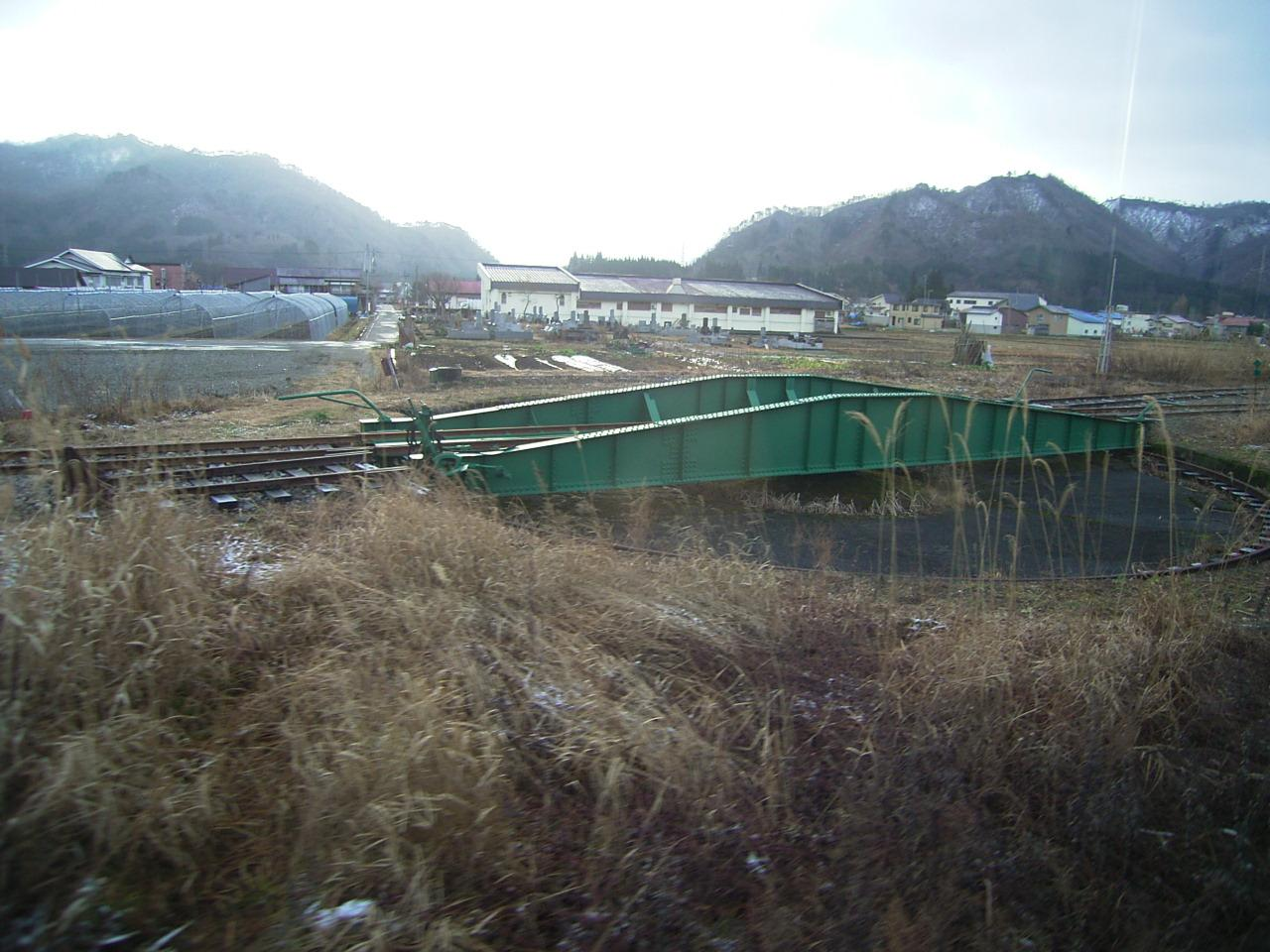
轉車盤（2006年12月下旬）

## 使用狀況
根據「JR東日本」的資料，在2019年度（令和元年度）1日平均乘車人次為19人。此站是福島縣內設有數據的JR車站中，最少人使用的車站。
以下為近年乘車人次變化列表：
| 乘車人次變化       | 乘車人次變化     | 乘車人次變化    |
| 年度               | 1日平均 乘車人次 | 參考資料        |
| ------------------ | ---------------- | --------------- |
| 2000年（平成12年） | 38               | [ 利用客数 2 ]  |
| 2001年（平成13年） | 37               | [ 利用客数 3 ]  |
| 2002年（平成14年） | 38               | [ 利用客数 4 ]  |
| 2003年（平成15年） | 34               | [ 利用客数 5 ]  |
| 2004年（平成16年） | 25               | [ 利用客数 6 ]  |
| 2005年（平成17年） | 26               | [ 利用客数 7 ]  |
| 2006年（平成18年） | 29               | [ 利用客数 8 ]  |
| 2007年（平成19年） | 30               | [ 利用客数 9 ]  |
| 2008年（平成20年） | 25               | [ 利用客数 10 ] |
| 2009年（平成21年） | 29               | [ 利用客数 11 ] |
| 2010年（平成22年） |                  |                 |
| 2011年（平成23年） |                  |                 |
| 2012年（平成24年） | 9                | [ 利用客数 12 ] |
| 2013年（平成25年） | 15               | [ 利用客数 13 ] |
| 2014年（平成26年） | 22               | [ 利用客数 14 ] |
| 2015年（平成27年） | 24               | [ 利用客数 15 ] |
| 2016年（平成28年） | 23               | [ 利用客数 16 ] |
| 2017年（平成29年） | 22               | [ 利用客数 17 ] |
| 2018年（平成30年） | 20               | [ 利用客数 18 ] |
| 2019年（令和元年） | 19               | [ 利用客数 1 ]  |

## 車站周邊
車站位於只見町中心，站前設有的士公司。方便乘客前往町內各觀光地點。車站周邊的地圖可參見「小冊子介紹（只見町觀光城市規劃協會） （页面存档备份，存于）」。
地理、交通
- 淺草岳
- 要害山（水久保城蹟）
- 只見川
- 田子倉水壩
  - J-POWER只見展示館
  - 只見町歲時記會館 （页面存档备份，存于）（日語）

- 國道252號 - （只見町田子倉水壩前至新潟縣魚沼市大白川地區）在六十里越區間於冬季會進行封閉，在段時間，只見線是來往新潟、福島兩縣的唯一交通方法（但是，當進行除雪作業，或發生大雪時，只見線部分區間和列車會暫停服務）。
- 國道289號（從此處不通進往新潟縣）
- 福島縣道132號只見停車場線
- 只見觀光的士

觀光、名勝、休閒設施、商業設施
- 只見町山毛櫸中心 （页面存档备份，存于）（日語）
- 故鄉館 田子倉 （页面存档备份，存于）（日語） - 進行翻新工程直至2018年12月前
- 昭和漫畫館青蟲 （页面存档备份，存于）（日語）
- 只見町青年旅行村、憩之森 （页面存档备份，存于）（日語）
- 只見滑雪場 （页面存档备份，存于）（日語）
- 只見溫泉
- 瀧神社
- 三石神社

其他
- 只見町公所
- 只見郵局
- 只見町立只見小學
- 只見町立只見中學
- 福島縣立只見高等學校
- 南會津警署只見駐在所

## 相鄰車站
東日本旅客鐵道（JR東日本）
■只見線
會津蒲生－只見－*（臨）田子倉－大白川
*刪除線代表已廢除的車站

## 注腳

### 使用狀況
1. 1 2  . 東日本旅客鐵道.   [2020-07-18]. （原始内容存档于2020-10-31） （日语）.
2. ↑  . 東日本旅客鐵道.   [2019-03-08]. （原始内容存档于2018-02-13） （日语）.
3. ↑  . 東日本旅客鐵道.   [2019-03-08]. （原始内容存档于2019-04-02） （日语）.
4. ↑  . 東日本旅客鐵道.   [2019-03-08]. （原始内容存档于2019-04-02） （日语）.
5. ↑  . 東日本旅客鐵道.   [2019-03-08]. （原始内容存档于2019-04-02） （日语）.
6. ↑  . 東日本旅客鐵道.   [2019-03-08]. （原始内容存档于2019-04-02） （日语）.
7. ↑  . 東日本旅客鐵道.   [2019-03-08]. （原始内容存档于2017-08-08） （日语）.
8. ↑  . 東日本旅客鐵道.   [2019-03-08]. （原始内容存档于2019-03-27） （日语）.
9. ↑  . 東日本旅客鐵道.   [2019-03-08]. （原始内容存档于2017-08-08） （日语）.
10. ↑  . 東日本旅客鐵道.   [2019-03-08]. （原始内容存档于2019-04-02） （日语）.
11. ↑  . 東日本旅客鐵道.   [2019-03-08]. （原始内容存档于2019-04-02） （日语）.
12. ↑  . 東日本旅客鐵道.   [2019-03-08]. （原始内容存档于2019-04-02） （日语）.
13. ↑  . 東日本旅客鐵道.   [2019-03-08]. （原始内容存档于2016-03-04） （日语）.
14. ↑  . 東日本旅客鐵道.   [2019-03-08]. （原始内容存档于2019-03-26） （日语）.
15. ↑  . 東日本旅客鐵道.   [2019-03-08]. （原始内容存档于2017-08-12） （日语）.
16. ↑  . 東日本旅客鐵道.   [2019-03-08]. （原始内容存档于2017-10-01） （日语）.
17. ↑  . 東日本旅客鐵道.   [2019-03-08]. （原始内容存档于2019-03-25） （日语）.
18. ↑  . 東日本旅客鐵道.   [2019-07-22]. （原始内容存档于2020-05-14） （日语）.

## 外部連結
- 車站資訊（只見）：東日本旅客鐵道（日語）
- 只見町觀光城市規劃協會 （页面存档备份，存于）（日語）